# Noel Llopis Lladó
Noel Llopis Lladó (Barcelona, 1911-Molins de Rey, 1968) fue un geólogo español.

## Biografía
Se dedicó al estudio en profundidad de la tectónica y la estratigrafía de las cordilleras de España. En Oviedo fundó la revista de carácter científico científica Speleon, dedicada especialmente a la espeleología.
Fue profesor en las universidades de Barcelona, Oviedo y Madrid. Destacó principalmente por sus tesis y enseñanzas en hidrogeología, basadas en la espeleología, de lo cual derivó la institución del Curso-Máster de hidrogeología que lleva su nombre, actualmente impartido en la Facultad de Geología de la Universidad Complutense de Madrid.

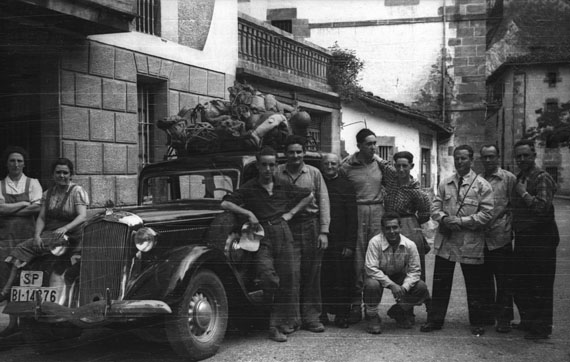
II Cursillo de Iniciación a las Ciencias Naturales organizado por la Sociedad de Ciencias Aranzadi en Ataun (Guipúzcoa), en junio de 1952, bajo la dirección de Noel Llopis. Orientado monográficamente a la espeleología, tuvo lugar en la Cueva de Troskaeta (Ataun). En la imagen, de derecha a izquierda: Jesús Elósegui, Carlos Menaya, Noel Llopis, X, X, X, Juan Arín, Felix Ruiz de Arcaute, X, X y X.

## Trabajos
- Tesis doctoral Morfoestructura de los Catalánides (1947)
- Mapa geológico de Andorra, a escala 1:50.000.[1]
- Presenta igualmente una extensa obra en temas monográficos sobre Geografía y Mapas de Europa (Sierras catalanas, Costa Brava, Geografía de Lérida, etc..)[2]

## Honores
- En Oviedo se le ha rendido un homenaje dando nombre a una calle con el nombre de Catedrático Noel Llopis Lladó.
- La Fundación Española del Agua Subterránea Noel Llopis lleva el nombre del geólogo español del siglo XX.[3]
- 2009, Medalla de la Facultad y Departamento de Geología a título póstumo.[4]